# Neubukow
Neubukow é um município da Alemanha, situado no distrito de Rostock, no estado de Mecklemburgo-Pomerânia Ocidental. Tem 24,99 km² de área, e sua população em 2019 foi estimada em 3.952 habitantes.